# Whiplash (sång)
"Whiplash" är en sång av det amerikanska bandet Selena Gomez & the Scene från deras tredje studioalbum When the Sun Goes Down. Sången skrevs och producerades av Greg Kurstin, och skrevs även av Nicole Morier och Britney Spears. Morier var med och skrev sången "Heaven on Earth" för Spears femte studioalbum Blackout, och Spears ansåg den som sin favoritsång från albumet. När Spears senare började arbeta med sitt sjätte studioalbum Circus kontaktade hon Morier för att skriva sånger med henne. Tillsammans skrev de "Mmm Papi", "Rock Me In" och "Whiplash"; dock misslyckades "Whiplash" komma med i albumets slutgiltiga låtlista. Under 2011 spelade Selena Gomez in sången för albumet When the Sun Goes Down.

## Bakgrund
Den 11 april 2011 avslöjade MTV News att "Whiplash" skulle spelas in av Selena Gomez & the Scene för deras tredje studioalbum When the Sun Goes Down. Gomez är ett Spears fan, och efter Kurstin spelat sången för första gången "blev hon förälskad i den", helt omedveten om att Spears hade arbetat med den. Gomez förklarade, "Jag kom och sjöng och såg att hon hade varit med och skrivit den, så jag var väldigt exalterad. [...] det var en ära." Sången läckte ut online tidigt under juni månad 2011, bara några veckor innan albumets släpp.

## Kritiskt mottagande
Tim Sendra från Allmusic valde sången som 'track picks' från When The Sun Goes Down, och kallade den ett "stampande jam" och en av överraskningarna från albumet. Han tillade att sången "tillägger några välkomnande konstigheter till ett annars rättfram album, och visar hur enkelt och framgångsrikt [Gomez] kan glida in i olika stilar." Jarett Wieselman från New York Post sa, "Jag kan inte komma på hur i hela världen [Spears] kunde ge upp den här heta sången", förklarande att "Whiplash" var bättre än åtminstone fem sånger från hennes sjunde studioalbum Femme Fatale. Scott Shetler från PopCrush gav sången fyra stjärnor av fem möjliga, och förklarade att den "har en hook som kommer att skicka folk direkt till dansgolvet", även om "Gomez's röst är ganska platt [...] men dock är det här inte den typen av sång för att visa upp någon form av sånggymnastik."

## Liveframträdanden
Selena Gomez & the Scene framförde "Whiplash" live under deras turné We Own the Night Tour 2011. Sången framfördes efter en medley av Spears populära sånger, inkluderande "...Baby One More Time", "(You Drive Me) Crazy", "Oops!… I Did It Again", "I'm a Slave 4 U", "Toxic" och "Hold It Against Me".

## Medverkande
- Selena Gomez – sång
- Greg Kurstin – låtskrivare, producent, ljudteknik, instrumentering, ljudmixning
- Nicole Morier – låtskrivare, bakgrundssång
- Britney Spears – låtskrivare
- Jesse Shatkin – ljudteknik

Information taget från albumhäftet.